# Kampot, Cambodgia
Kampot (khmeră ក្រុងកំពត) este un oraș din Cambogia.